# Dünscheder Heide
Koordinaten: 51° 8′ 24″ N, 7° 59′ 5″ O
Die Dünscheder Heide ist ein 1,35 ha großes Naturschutzgebiet in der Stadt Attendorn im Kreis Olpe in Nordrhein-Westfalen. Es liegt am nordwestlichen Ortsrand des Attendorner Ortsteils Röllecken und nördlich von Dünschede. Es wurde 2003 im Rahmen der Aufstellung des Landschaftsplanes Attendorn – Heggen – Helden einstweilig sichergestellt und 2006 vom Kreistag mit dem Landschaftsplan Nr. 3 Attendorn – Heggen – Helden ausgewiesen. Das NSG ist eine von zehn Teilflächen des Fauna-Flora-Habitat-Gebietes Kalkbuchenwälder, Kalkhalbtrockenrasen und -felsen südlich Finnentrop (DE-4813-301).

## Gebietsbeschreibung
Das NSG liegt inmitten der offenen Feldflur nördlich von Dünschede auf einem Flachrücken innerhalb der carbonatgeprägten Attendorn-Elsper Kalksenken. Die Dünscheder Heide ist ein Biotopkomplex aus Kalkmagerrasen, eichenreichem Feldgehölz und Eichen-Hainbuchenwald. Der Kalkmagerrasen liegt in der NSG-Mitte auf einem sanft geneigten Hang unterhalb eines Eichenmischwald-Feldgehölzes. Im Kalkmagerrasen befinden sich Strauchgruppen und junge Einzelbäume. Der Magerrasen der Dünscheder Heide gehört zu den artenreichsten und wertvollsten im Attendorn-Elsper Kalkgebiet. Wegen der Pflege des NSG befinden sich zahlreiche Rote-Liste-Pflanzenarten im Gebiet. Orchideen im NSG sind Großes Zweiblatt und Stattliches Knabenkraut. Am Hang Unterhalb des Kalkmagerrasens befindet sich ein mehrtriebiger Eichen-Hainbuchenwald trockenwarmer Ausprägung, durchsetzt von moosreichen Felseinsprengsel. Auch der Eichen-Hainbuchenwald auf Felsstandort ist sehr artenreich.
Das Fachinformationssystem des Landesamtes für Natur, Umwelt und Verbraucherschutz Nordrhein-Westfalen (LANUV) führt zum NSG aus: Trotz seiner bescheidenen Flächengröße ist das NSG Dünscheder Heide ein herausragendes Biotopelement innerhalb des aus verschiedenen Teilflächen bestehenden FFH-Gebietes „Kalkbuchenwälder, Kalkhalbtrockenrasen und Kalkfelsen südl. Finnentrop“.

## Ausweisungsgrund
Die Ausweisung erfolgte laut Landschaftsplan aus vier Gründen.
- Zur Erhaltung, Herstellung und Wiederherstellung überregional bedeutsamer Lebensräume und Lebensstätten seltener und gefährdeter sowie landschaftsraumtypischer Tier- und Pflanzenarten innerhalb eines der artenreichsten und floristisch bedeutsamsten Kalkhalbtrockenrasen in der Attendorn-Elsper Kalksenke. Insbesondere zum Schutz des dortigen Kalkhalbtrockenrasens und des Hainbuchenwald-Feldgehölzes auf einem trockenwarmen Standort.
- Zur Erhaltung, Herstellung und Wiederherstellung von Biotopen und Vorkommen der wildlebenden Tier- und Pflanzenarten, die in den Anhängen I und II der FFH-Richtlinie aufgeführt sind. Insbesondere des Anhang I der FFH-Richtlinie-Biotops Trespen-Schwingel Kalktrockenrasen.
- Aus wissenschaftlichen, naturgeschichtlichen, landeskundlichen und erdgeschichtlichen Gründen,
- Wegen der Seltenheit, besonderen Eigenart und der hervorragenden Schönheit des Gebietes.

Wobei die beiden unteren Gründe bei allen Ausweisungen von Naturschutzgebieten in NRW aufgeführt werden.

## Gefährdungen im Naturschutzgebiet
Im NSG wurden laut Fachinformationssystem des LANUV als Gefährdungen Düngerdrift von benachbarten Flächen ins NSG, ein Isolationseffekt und Verbuschung als unerwünschte Sukzession festgestellt.

## Geplante Schutzmaßnahmen
Laut Fachinformationssystem des LANUV sind als Schutzmaßnahmen geplant eine Pufferzone anzulegen, Vegetationskontrollen durchzuführen und weiterhin keine Bewirtschaftung der Fläche durchzuführen.

## Lebensraumtypen und Pflanzenarten
Es wurden drei schutzwürdige Lebensraumtypen im NSG festgestellt. Dabei handelt es sich um Naturnahe Kalk-Trockenrasen und deren Verbuschungsstadien (Enzian-Schillergrasrasen, Festuco-Brometalia) mit Beständen mit bemerkenswerten Orchidee mit einer Größe von 0,65 ha, Labkraut-Eichen-Hainbuchenwald (Galio-Carpinetum) mit einer Größe von 0,59 ha und Schutzwürdige und gefährdete Feldgehölze mit einer Größe von 0,20 ha.
Im NSG wurde laut Fachinformationssystem des LANUV eine größere Anzahl von Pflanzenarten nachgewiesen:
- Aronstab (Arum maculatum)
- Aufrechte Trespe (Bromus erectus (subsp. erectus))
- Aufrechtes Fingerkraut (Potentilla recta)
- Bären-Lauch (Allium ursinum (subsp. ursinum))
- Busch-Windröschen (Anemone nemorosa)
- Christophskraut (Actaea spicata)
- Deutscher Enzian (Gentianella germanica)
- Echte Nelkenwurz (Geum urbanum)
- Echtes Labkraut Sa. (Galium verum agg.)
- Eiche (Quercus spec.)
- Einbeere (Paris quadrifolia)
- Färber-Ginster (Genista tinctoria)
- Feld-Ahorn (Acer campestre)
- Feld-Hainsimse (Luzula campestris (subsp. campestris))
- Fieder-Zwenke (Brachypodium pinnatum)
- Finger-Lerchensporn (Corydalis solida (subsp. solida))
- Finger-Segge (Carex digitata)
- Frühlings-Platterbse (Lathyrus vernus)
- Fruehlings-Segge (Carex caryophyllea)
- Gemeiner Dost (Origanum vulgare)
- Gemeiner Schneeball (Viburnum opulus)
- Gemeiner Wundklee (Anthyllis vulneraria)
- Gemeines Kreuzblümchen (Polygala vulgaris)
- Gewöhnliche Akelei (Aquilegia vulgaris agg.)
- Gewöhnliches Ruchgras (Anthoxanthum odoratum)
- Gewoehnliches Sonnenroeschen (Helianthemum nummularium)
- Giersch (Aegopodium podagraria)
- Große Haendelwurz (Gymnadenia conopsea)
- Großes Schillergras (Koeleria pyramidata (subsp. pyramidata))
- Großes Zweiblatt (Listera ovata)
- Hain-Rispengras (Poa nemoralis)
- Hainbuche (Carpinus betulus)
- Haselnuss (Corylus avellana)
- Herbstzeitlose (Colchicum autumnale)
- Kleiner Klappertopf (Rhinanthus minor)
- Kleiner Odermennig (Agrimonia eupatoria (subsp. eupatoria))
- Kleiner Wiesenknopf (Sanguisorba minor)
- Knolliger Hahnenfuss (Sa.) (Ranunculus bulbosus agg.)
- Magerwiesen-Margerite (Leucanthemum vulgare)
- Maiglöckchen (Convallaria majalis)
- Mauerlattich (Mycelis muralis)
- Nesselblättrige Glockenblume (Campanula trachelium (subsp. trachelium))
- Rauher Löwenzahn (Leontodon hispidus)
- Rote Heckenkirsche (Lonicera xylosteum)
- Sanikel (Sanicula europaea)
- Schwarzer Holunder (Sambucus nigra)
- Seidelbast (Daphne mezereum)
- Skabiosen-Flockenblume (Centaurea scabiosa)
- Stachelbeere (Ribes uva-crispa)
- Stattliches Knabenkraut (Orchis mascula)
- Stiel-Eiche (Quercus robur (subsp. robur))
- Sumpf-Herzblatt (Parnassia palustris)
- Tauben-Skabiose (Scabiosa columbaria)
- Vielblütige Weisswurz (Polygonatum multiflorum)
- Wald-Ehrenpreis (Veronica officinalis)
- Wald-Erdbeere (Fragaria vesca)
- Wald-Habichtskraut (Hieracium murorum)
- Wald-Segge (Carex sylvatica (subsp. sylvatica))
- Waldmeister (Galium odoratum)
- Weiße Taubnessel (Lamium album)
- Wiesen-Schlüsselblume (Primula veris (subsp. veris))
- Zweiblättrige Schattenblume (Maianthemum bifolium)